# 70e cérémonie du Deutscher Filmpreis
La 70e cérémonie des Deutscher Filmpreis, organisée par la Deutsche Filmakademie, se déroule le 24 avril 2020 et récompense les films sortis en 2019.
Le film Benni (Systemsprenger) de Nora Fingscheidt domine la soirée avec huit prix remportés dont le Deutscher Filmpreis du meilleur film, celui de la meilleure réalisation, du meilleur scénario, du meilleur acteur et de la meilleure actrice,.

## Palmarès

### Meilleur film
- Benni (Systemsprenger) de Nora Fingscheidt
- Berlin Alexanderplatz de Burhan Qurbani
- Es gilt das gesprochene Wort de İlker Çatak
  - Lara Jenkins (Lara) de Jan-Ole Gerster
  - Lindenberg! Mach dein Ding de Hermine Huntgeburth
  - Ondine (Undine) de Christian Petzold

### Meilleur film documentaire
- Born in Evin de Maryam Zaree

### Meilleur film pour enfants
- Als Hitler das rosa Kaninchen stahl de Caroline Link

### Meilleure réalisation
- Nora Fingscheidt pour Benni

### Meilleur scénario
- Nora Fingscheidt pour Benni

### Meilleure actrice
- Helena Zengel pour Benni
  - Anne Ratte-Polle pour Es gilt das gesprochene Wort
  - Alina Șerban pour Gipsy Queen

### Meilleur acteur
- Albrecht Schuch pour Benni
  - Jan Bülow pour Lindenberg! Mach dein Ding
  - Welket Bungué pour Berlin Alexanderplatz

### Meilleure actrice dans un second rôle
- Gabriela Maria Schmeide pour Benni

### Meilleur acteur dans un second rôle
- Albrecht Schuch pour Berlin Alexanderplatz

### Meilleure photographie
- Yoshi Heimrath pour Berlin Alexanderplatz

### Meilleur montage
- Stephan Bechinger et Julia Kovalenko  pour Benni

### Meilleur décor
- Silke Buhr pour Berlin Alexanderplatz

### Meilleurs costumes
- Sabine Böbbis pour Lindenberg! Mach dein Ding

### Meilleur maquillage
- Astrid Weber et Hannah Fischleder pour Lindenberg! Mach dein Ding

### Meilleure musique
- Dascha Dauenhauer pour Berlin Alexanderplatz

### Meilleur son
- Corinna Zink, Jonathan Schorr, Dominik Leube, Oscar Stiebitz et Gregor Bonse pour Benni

### Meilleurs effets visuels
- Jan Stoltz et Claudius Urban pour Die Känguru-Chroniken

### Prix du public
- Das perfekte Geheimnis de Bora Dagtekin

### Prix d'honneur pour sa contribution exceptionnelle au cinéma allemand
- Edgar Reitz